# Alieser Urrutia
Alieser Urrutia, född den 22 september 1974, är en kubansk före detta friidrottare som tävlade i tresteg. 
Urrutia deltog vid två internationella mästerskap och blev medaljör vid båda. Vid inomhus-VM 1997 blev han silvermedaljör bakom landsmannen Yoel García med ett hopp på 17,27. Senare samma år deltog han vid VM i Aten där han blev bronsmedaljör efter att ha hoppat 17,64 då slagen av Yoelbi Quesada och Jonathan Edwards. 

## Personliga rekord
- Tresteg - 17,70 meter (17,83 meter inomhus)